# Rene Kokk
Rene Kokk (ur. 4 marca 1980 w Rapli) – estoński polityk, przedsiębiorca i samorządowiec, deputowany, w latach 2019–2020 minister środowiska.

## Życiorys
W 1999 ukończył szkołę średnią, a w 2007 studia z zakresu ekonomii i przedsiębiorczości na uniwersytecie przyrodniczym Eesti Maaülikool w Tartu. Zawodowo związany z sektorem prywatnym, pracował na dyrektorskich stanowiskach w przedsiębiorstwach sektora budowlanego i inwestycyjnego.
Wstąpił do Estońskiej Konserwatywnej Partii Ludowej, został członkiem jej zarządu krajowego. W 2017 objął funkcję przewodniczącego rady miejskiej Rapli. W wyborach parlamentarnych w 2019 uzyskał mandat posła do Riigikogu. Z powodzeniem ubiegał się o reelekcję w 2023.
W kwietniu 2019 został ministrem środowiska w drugim rządzie Jüriego Ratasa. Pełnił tę funkcję do listopada 2020.